# Operació Trenc d'Alba
Operació Trenc d'Alba (títol original: Operation: Daybreak) és una pel·lícula dirigida per Lewis Gilbert, estrenada el 1975. Ha estat doblada al català.
El film es basa en la història real de l'assassinat de Reinhard Heydrich a Praga el 1942, l'Operació Antropoide.

## Argument
El 1942, el general de les SS Reinhard Heydrich és nomenat governador de la Txecoslovàquia ocupada pels nazis. Però un grup de set soldats txecs, exiliats al Regne Unit, són enviats al seu país per eliminar-lo. La pel·lícula detalla la planificació de l'atemptat, la seva execució i la dura repressió que van patir els txecs després de la mort de Heydrich.

## Repartiment
- Timothy Bottoms: Jan Kubis
- Martin Shaw: Karel Čurda
- Joss Ackland: Janák
- Anthony Andrews: Jozef Gabčík
- Anton Diffring: Reinhard Heydrich
- Cyril Shaps: pare Petrek
- George Sewell: Heinz Panwitz
- Reinhard Kolldehoff: Fleischer
- Kika Markham: la dona de Curda
- Philip Madoc: l'intèrpret
- Nigel Stock: Cyril Cross
- Vernon Dobtcapf: Pyotr

## Altres films amb el mateix argument
- Hangmen Also Die! de Fritz Lang, 1943
- Hitler's Madman de Douglas Sirk, 1943
- Atentát, un film txec de Jiří Sequens, 1964
- Lidice de Petr Nikolaev, 2011
- Opération Anthropoïde: éliminer el SS Heydrich, un documental de Jarmila Buzkova, 2013